# Jordbrukskalendern
Jordbrukskalendern är ett samlingsnamn på de matriklar innehållande offentliga uppgifter om Sveriges jordbruksfastigheter (typkod 110-199) med en total taxerad areal överstigande fem hektar.
Jordbrukskalendern produceras av Kalenderförlaget i Solna och har givits ut sedan 1982.
Kalendern innehåller taxeringsuppgifter om:
- Fastighetsbeteckning
- Tomtmarksvärde
- Taxeringsvärde
- Total areal
- Åkerareal
- Skogsbruksvärde
- Bostadsbyggnadsvärde
- Ägarens namn och adress (Lagfaren ägare)
- Indikator på att flera ägare finns till fastigheten (anges med en * efter ägarens namn)

Jordbrukskalendern ges ut var 3:e år (senast år 2021) i samband med Skatteverkets "Fastighetstaxeringen för Lantbruk".
Uppgifterna kommer från Skatteverket och Lantmäteriet.

## Kalenderns utgåvor
Kalendern är områdesindelad och finns representerad i 4 olika utgåvor.
- Del 1: Norrbottens, Västerbottens, Jämtlands, Västernorrlands och Dalarnas län.
- Del 2: Gävleborgs, Västmanlands, Värmlands, Örebro, Östergötlands, Södermanlands, Uppsala samt Stockholms län.
- Del 3: Västra Götalands, Jönköpings och Hallands län.
- Del 4: Kalmar, Gotlands, Kronobergs, Blekinge och Skåne län.